# Tous vos amis sont là
Tous vos amis sont là est une émission de divertissement diffusée sur France 2 puis France 3 du 16 janvier 2010 au 4 avril 2011 et présentée successivement par Stéphane Bern, Olivier Minne puis Laurent Boyer.

## Concept
Grâce à de nombreuses images d'archives, pour la plupart rares et inédites, l'émission propose de revivre la vie d'un invité avec l'aide de ses amis, de ses proches et de gens ayant marqué sa vie.

## Historique
La première émission, présentée par Stéphane Bern, est dédiée à Philippe Bouvard et est diffusée le samedi 16 janvier 2010 sur France 2 sous le nom Philippe Bouvard : 50 ans de rire.
Le 28 septembre 2010, l'émission revient sur France 3 avec le même animateur sous le nom Tous vos amis sont là. Deux émissions sont diffusées : l'une dédiée à Michel Galabru, l'autre à Annie Cordy. 
Conformément à la volonté de France Télévisions d'empêcher les animateurs de travailler sur plusieurs chaînes du groupe, Stéphane Bern cède sa place d'animateur à Olivier Minne qui anime deux autres émissions : l'une dédiée à Antoine de Caunes, l'autre à Pierre Bellemare. 
Pour les mêmes raisons que Stéphane Bern, Olivier Minne doit choisir entre France 2 et France 3 et décide, en janvier 2011, de rester sur France 2 car celle-ci est sa chaîne d'origine et qu'elle répond plus à ses aspirations d'animateur. Laurent Boyer prend sa place et anime deux autres émissions : l'une dédiée à Michèle Bernier, l'autre à Salvatore Adamo.[réf. nécessaire]
À la suite de cette dernière émission, France 3 décide d'arrêter la diffusion de l'émission faute d'audiences[réf. nécessaire].

## Émissions diffusées
| Épisode | Célébrité invitée | Amis invités | Date de diffusion | Chaîne de diffusion | Animateur     | Téléspectateurs | Part d'audience |
| ------- | ----------------- | --- | ----------------- | ------------------- | ------------- | --------------- | --------------- |
| 1       | Philippe Bouvard  | Salvatore Adamo, Brigitte Bardot, Pierre Bellemare, Michèle Bernier, Jane Birkin, Patrick Bruel, Alain Delon, Michel Drucker, Mireille Dumas, Guillaume Durand, Laurent Gerra, Enrico Macias, Macha Meril, Etienne Mougeotte, Francis Perrin, Vincent Perrot, Thierry Roland, Harry Roselmack et les filles du Lido.                                                                                                 | 16 janvier 2010   | France 2            | Stéphane Bern | 6 100 000       | 27,9 %          |
| 2       | Michel Galabru    | Kad Merad, Jean Rochefort, Laurent Gerra, Michel Boujenah, Axelle Laffont, Bernadette Lafont, Jean-Pierre Marielle, Valérie Mairesse, Clara Augarde, José Artur, Micheline Boudet, Philippe Caubère, Dani, Marc Galabru, Marthe Mercadier, Jean-Pierre Mocky, Jérôme Savary et Emmanuelle Galabru, sa fille. | 28 septembre 2010 | France 3            | Stéphane Bern | 3 156 000       | 12,6 %          |
| 3       | Annie Cordy       | Yannick Noah, Salvatore Adamo, Catherine Frot, Philippe Candeloro, Enrico Macias, Petula Clark, Nicole Croisille, Dave, Nicoletta, Catherine Lara, Christian Morin, Jean-Jacques Debout, Danièle Gilbert, MC Solaar et Frédéric Mitterrand. | 26 octobre 2010   | France 3            | Stéphane Bern | 3 156 000       | 12 %            |
| 4       | Antoine de Caunes | Léa Drucker, Ariane Massenet, Stéphan Eicher, Philippe Djian, Jean-Paul Gaultier, Alexandre Astier, Pierre Lescure, Emma de Caunes, José Garcia, Philippe Gildas, Tonie Marshall, François-Xavier Demaison, Laurent Lafitte, Juliette Greco, François Morel et Marco Prince. | 7 décembre 2010   | France 3            | Olivier Minne | 2 329 000       | 9,3 %           |
| 5       | Pierre Bellemare  | Julien Courbet, Julie Raynaud, Philippe Lelièvre, Arnaud Gidoin, Soren Prevost, Nathalie Corré, Serge Lama, Francis Perrin, Thierry Roland, Pierre Bonte, Christian Morin, Julie d’Europe 1, Jacques Antoine, Jean-Paul Rouland et Laurent Fabius. | 17 janvier 2011   | France 3            | Olivier Minne | 1 953 000       | 7,6 %           |
| 6       | Michèle Bernier   | Philippe Bouvard, Mimie Mathy, Isabelle de Botton, Didier Bourdon, Pascal Légitimus, Anne Roumanoff, Arielle Dombasle, Claude Lelouch, Gérard Jugnot, Josiane Balasko, Hélène Ségara, Liane Foly, Michele Torr, William Leymergie, Thierry Lhermitte, François Cavanna, Richard Cocciante, Bernard Le Coq, Bruno Madinier, Florence Cestac, Marie-Pascale Osterrieth, Mehdi El Glaoui et Charlotte Gaccio, sa fille. | 14 mars 2011      | France 3            | Laurent Boyer | 1 979 000       | 7,5 %           |
| 7       | Salvatore Adamo   | Patrick Sébastien, Line Renaud, Isabelle Boulay, Patrick Fiori, Annie Cordy, Gérard Lenorman, Maurane, Olivia Ruiz, Richard Cocciante, Laurent Baffie, Christophe, Chantal Ladesou, Christine Delaroche, Patrick Poivre d'Arvor, Albert Uderzo, Yves Simon, André Torrent, Jacques Mercier et Amélie Adamo, sa fille.                                                                                                | 4 avril 2011      | France 3            | Laurent Boyer | 2 530 000       | 9,5 %           |

Légende :
En fond vert = Les plus hauts chiffres d'audiences
En fond rouge = Les plus bas chiffres d'audiences